# Nuovo Orione
Nuovo Orione era una rivista italiana di divulgazione scientifica di carattere astronomico e spaziale, edita da Gruppo B Editore.
Derivata dalla rivista Orione, fondata nel 1977 dall'astronomo Walter Ferreri dell'Osservatorio astronomico di Torino, Nuovo Orione è stata pubblicata mensilmente a Milano a partire dal giugno 1992 da Sirio Srl e successivamente da Gruppo B editore, fino a ottobre 2019 con la direzione editoriale di Piero Stroppa e la consulenza scientifica di Walter Ferreri.
Nuovo Orione si occupava di Astronomia, avvalendosi della collaborazione di personaggi di punta della ricerca astronomica, dell'informazione scientifica e del mondo dell'astronomia amatoriale. Le tematiche maggiormente affrontate riguardavano l'utilizzo del telescopio e la strumentazione a esso correlata e i consigli per dedicarsi con competenza all'astronomia amatoriale. La rivista trattava in modo semplice ed esaustivo argomenti scientifici riguardanti il Sistema Solare, l'astrofisica e la cosmologia.
Dopo l'acquisizione della maggioranza di Gruppo B Editore da parte della casa editrice BFC Space, parte del gruppo BLUE Financial Communication di Milano, la testata è stata unita insieme alla rivista Le Stelle nel nuovo magazine mensile COSMO, il cui primo numero è uscito a novembre 2019.